# Toarcla
Toarcla – wieś w Rumunii, w okręgu Braszów, w gminie Cincu. W 2011 roku liczyła 301 mieszkańców.